# Miorița
Die in Rumänien landesweit bekannte Ballade vom Schäfchen Miorița ist ein Nationalepos und handelt vom Testament eines Schäfers, dem ein Raubmord droht und seinem Tier den letzten Willen mitteilt. Es gibt hunderte Varianten, wobei die Bekannteste erstmals von Vasile Alecsandri (1821–1890) im Jahr 1850 als „Mieoara“ publiziert wurde und auf einer Sammlung des Schriftstellers Alecu Russo basieren soll. Die älteste bekannte Version wurde zwischen 1792 und 1794 vom Offizier Ioan Șincai in Bistrița Năsăud aufgeschrieben.

## Inhalt
Drei Schäfer treffen sich mit ihren Herden, in der Alecsandri-Fassung ein Ungar aus Siebenbürgen, ein Moldauer und einer aus Vrancea (ebenfalls im alten Fürstentum Moldawien). Das Schäfchen Miorița (gesprochen: Mioritza) warnt den Moldauer vom bevorstehenden Raubmord durch die anderen, wobei dieser sich seinem Schicksal fügt. Das Tier solle die Täter bitten, ihn nahe seiner Schäferei zu begraben. Ansonsten soll es den Mord verschweigen und berichten, er sei mit einer Königin vermählt. Bei der Hochzeit sei ein Stern herab gefallen, die Zeugen seien Sonne und Mond, die Bäume seien die Gäste gewesen, die Waldvögel die Musikanten und die Sterne die Fackeln. Seiner weinenden Mutter solle es aber auf Nachfrage nur erzählen, er habe eine Prinzessin geheiratet. Es solle weder den gefallenen Stern, noch die weiteren Einzelheiten der Hochzeit erwähnen.

## Sonstiges

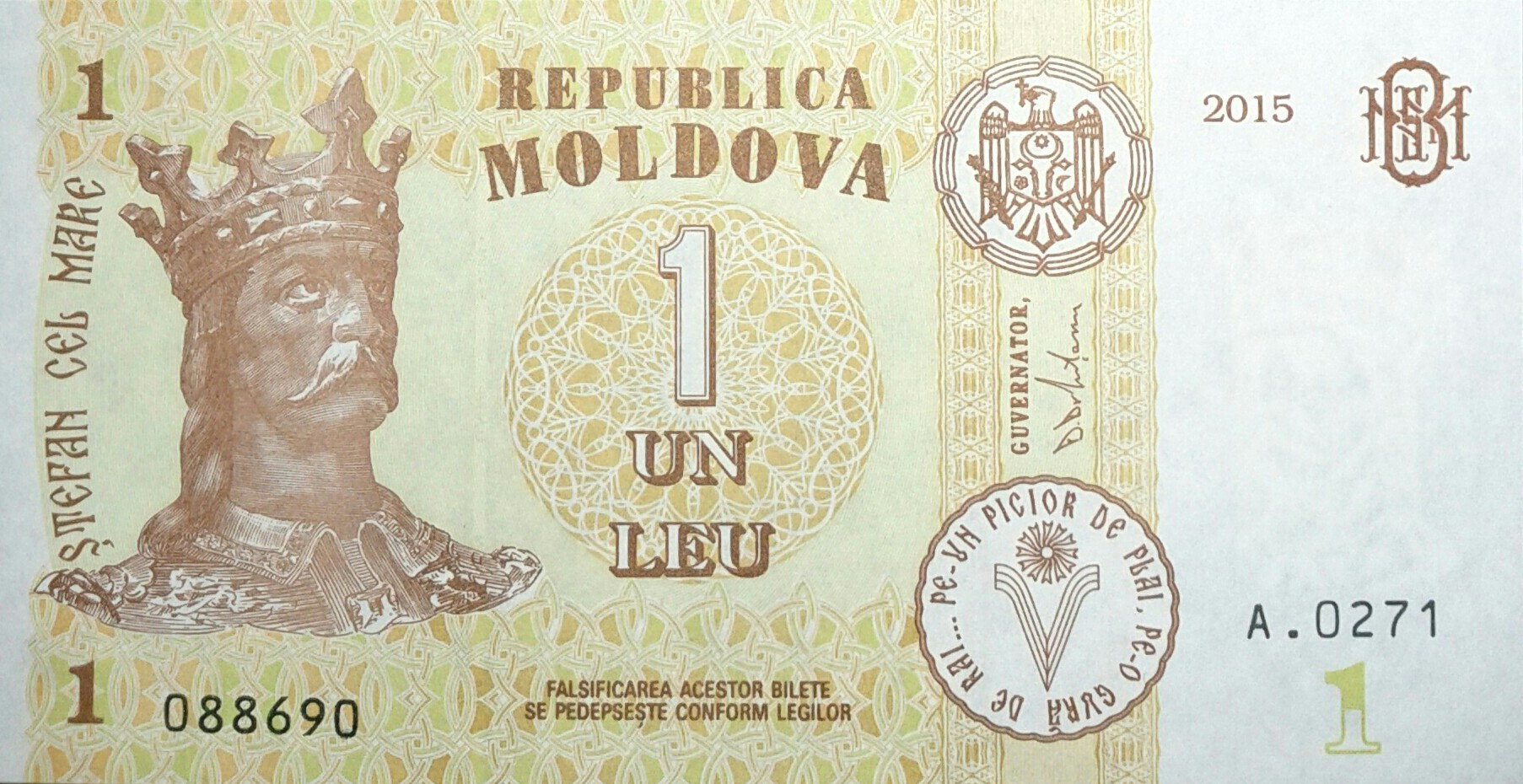
Moldauischer Leu mit den ersten beiden Versen: Pe-un picior de plai, pe-o gură de rai (umlaufend um das V)

- Die staatliche Milchversorgung unter der Regierung Ceaușescu hieß Miorița.
- Die ersten beiden Verse der Ballade sind auf dem Papiergeld Moldawiens abgedruckt.
- Auf einem Hügel nahe der moldawischen Stadt Soroca wurde 2004 auf Initiative von Ion Druță ein etwa 30 Meter hohes Denkmal (⊙) – „Lumânarea Recunoștinței“ (Kerze der Dankbarkeit) – für den anonymen Schöpfer des auch in Moldawien geschätzten Epos fertiggestellt.[1]